# Semaeopus exypna
Semaeopus exypna là một loài bướm đêm trong họ Geometridae.